# Кенет Фрейзър
Кенет Карлтън Фрейзър (на английски: Kenneth Carleton Frazier) е американски бизнесмен и юрист.
Роден е на 17 декември 1954 година във Филаделфия в афроамериканско работническо семейство. Получава бакалавърска степен от Пенсилванския щатски университет, а през 1978 година защитава и докторат по право в Харвардския университет.
През следващите години работи в голямата адвокатска кантора „Дринкъл, Бийдъл и Рийд“ във Филаделфия, като се занимава с както с наказателни, така и с граждански дела. Сред клиентите му там е фармацевтичната компания „Мерк & Ко.“, в която отива да работи през 1992 година. След това ръководи защитата на „Мерк“ в мащабно дело за щети, предизвикани от медикамента рофекоксиб.
През 2006 година става изпълнителен вицепрезидент на компанията, отговарящ за подразделенията ѝ за хуманно здравеопазване, през 2010 година става президент, а през 2011 година – и изпълнителен директор на „Мерк“, като е първият афроамериканец, оглавил голяма фармацевтична компания. Остава изпълнителен директор до 2021 година, след което е изпълнителен председател на съвета на директорите.